# Stato mancato
Il termine Stato mancato è spesso usato dai commentatori politici e giornalisti per descrivere uno Stato fallito che non sia riuscito a realizzare nessuna delle condizioni di base per l'espletamento delle responsabilità di un legittimo Stato sovrano.

## Definizione
A differenza della definizione dinamica di Stato fallito, cui si riferisce il Dipartimento di Stato USA (mediante gli indici annuali redatti dal Fondo per la pace), il Centro di Ricerca sulla crisi degli Stati della London School of Economics respinge la tendenza ad etichettare uno Stato di "scarso rendimento" come "fallito". Il Centro di Ricerca sulla crisi degli stati preferisce riferirsi ad una definizione statica, descrittiva della condizione di "collasso dello Stato", cioè uno Stato che non può più svolgere la sua sicurezza di base e le funzioni di sviluppo e che non ha nessun controllo effettivo del suo territorio e delle frontiere.
Uno Stato mancato non può più riprodurre le condizioni della sua esistenza, perdendo soggettività; se viveva in un ordine internazionale strutturato, questo potrebbe tendere a colmare il vuoto di potere con i mezzi della guerra di invasione.

## Storia
Nelle situazioni di anarchia, da uno Stato costituito si passa a condizioni di assenza di gerarchia riconosciuta nelle relazioni sociali. In tal modo, per intervalli temporali più o meno lunghi, si è versato in una situazione simile a quella che, in antropologia, si considera una società acefala (dal ἀκέφαλος greco "senza testa"), cioè una società che manca di leader politici o gerarchie.
L'instabilità dovuta ad insurrezioni o guerre civili, però, distingue gli Stati mancati dalle società egualitarie non stratificate. In genere queste società sono di piccole dimensioni, organizzati in bande o tribù che prendono decisioni attraverso il consenso decisionale, piuttosto che nominare capi permanenti o re (la nazione degli Igbo in Africa occidentale è stata considerata rientrante in questa definizione, in epoca pre-coloniale).